# Резня в синагоге Шафрира
Резня в синагоге поселения Шафрир — теракт, совершённый палестинскими боевиками 11 апреля 1956 года. Три палестинских боевика, перешедших в Израиль из Египта, напали на учебный зал синагоги «Ремесленного училища», заполненный детьми и подростками, в сельскохозяйственном поселении Кфар-Хабад (Шафрир). Шесть человек — пять детей и молодёжный работник были убиты, а двадцать были ранены.

## Теракт
Отряд палестинских арабских федаинов проник в Израиль из Египта. Они прибыли в посёлок Кфар-Хабад (Шафрир) вечером 11 апреля 1956 года, который в то время был населён в основном беженцами из Советского Союза. Один остался у машины для отступления, другой отключил электричество в синагоге, погрузив помещение во тьму, а третий вошёл в синагогу и открыл огонь по толпе из 46 детей в возрасте от 9 до 16 лет. Пять мальчиков и их 24-летний преподаватель Симха Зильберштром были убиты. Пять детей были ранены, трое из них в тяжёлом состоянии. Один учитель по имени Йешаяху Гопин выбрасывал детей из окна во время стрельбы, спасши несколько жизней.
Группа жителей посёлка собрала огнестрельное оружие, хранившееся в небольшом оборонном шкафчике, и бросилась к школе, прибыв примерно через пять минут после начала нападения, но к тому времени стрельба прекратилась, и преступники скрылись. Полиция была вызвана с помощью единственного телефона в посёлке, и единственные две машины в посёлке были использованы для доставки раненых в близлежащий Медицинский центр Црифин. Исламисткие террористы пойманы не были.
Наставник Симха Зильберштром, Нисим Асис и Шломо Мизрахи были похоронены на Хар ха-Менухот, Моше Перец был похоронен на кладбище в городе Хайфа, а Альберт Адри в Тират-Кармель. Через некоторое время скончался один из тяжело раненых, ещё один ученик по имени Амос Озен, и был похоронен в Тель-Авиве.

## Последствия
Жители поселения, среди которых было много переживших Холокост и сталинский террор были в шоке. После нападения травмированные жители посёлка начали серьёзно рассматривать возможность покинуть поселение. Были мысли о закрытии школы, а также рассматривалась возможность ликвидации уязвимого поселения. Любавичский Ребе, раввин Менахем Мендель Шнеерсон, был проконсультирован и ответил, что они должны остаться и продолжать строительство. Раввин сразу после семидневного траура послал телеграмму, а потом и множество писем, которые помогли возвратить надежду жителям поселения. Раввин убедил, что в ответ на зло и убийства следует расти материальо и духовно. Далее он послал делегацию раввинов, чтобы ещё сильне поддержать дух жителей посёлка.
Инцидент шокировал израильскую общественность. Газеты сообщали о нападении и подавленном национальном настроении в его последствиях в течение нескольких дней. Герцль Розенблюм написал в Едиот ахронот, что «Войти в скромную синагогу школы было как посетить Кишинёв после погрома 50 лет назад». На следующий день после нападения министр иностранных дел Израиля Моше Шарет направил срочное сообщение Генеральному секретарю Организации Объединённых Наций Дагу Хаммаршёльду, информируя его о последних рейдах федаинов и выделяя нападение на Кфар-Хабад. Выступая перед делегатами Совета Безопасности ООН, посол Израиля в ООН Абба Эбан осудил «убийство израильских детей и их преподавателя в священный момент молитвы». В конце традиционного тридцатидневного траурного периода по жертвам тысячи людей со всего Израиля присутствовали на церемонии закладки краеугольного камня нового профессионального училища в посёлке, включая многочисленных политических деятелей и двух главных раввинов Израиля.

## Память
- К тридцатилетию резни был заложен краеугольный камень типографии и издательства имени убитых под названием «Яд ха-Хамиша».
- Три ребёнка, выжившие в резне, были интервьюированы в фильме режиссёра Илана Эльдада «Пожалуйста, ответь на мое письмо».